# Amphoe Mueang Uthai Thani
Amphoe Mueang Uthai Thani (thailändisch อำเภอ เมืองอุทัยธานี) ist ein Landkreis (Amphoe – Verwaltungs-Distrikt) im Nordosten der Provinz Uthai Thani. Die Provinz Uthai Thani liegt in der Nordregion von Thailand.

## Geographie
Benachbarte Landkreise (von Westen im Uhrzeigersinn): Nong Khayang und Thap Than der Provinz Uthai Thani, Krok Phra und Phayuha Khiri der Provinz Nakhon Sawan sowie Manorom und Wat Sing der Provinz Chai Nat.

## Wirtschaft und Bedeutung
In Amphoe Mueang Uthai Thani wird ein mit fünf Sternen ausgezeichnetes OTOP-Produkt hergestellt: Räucherstäbchen und Moskito-Repellents.

## Sehenswürdigkeiten
- Wat Sangkat Rattana Khiri (วัดสังกัสรัตนคีรี) – buddhistische Tempelanlage (Wat) am Fuße des Khao Sakaekrang mit einer großen Buddha-Statue im Sukhothai-Stil. Sie wurde zur Zeit von König Phra Phutthayotfa Chulalok  (Rama I.) hergestellt und soll im Kopf eine Reliquie enthalten.
- Wat Ubosatharam (auch: Wat Bot; วัดอุโปสถาราม) – am östl. Ufer des Maenam Sakaekrang, mit Wandmalereien aus der Rattanakosin-Periode in Ubosot und Viharn. Sehenswert auch die alten Bai Sema, die Grenzsteine des Ubosot.
- Wat Chantharam (วัดจันทาราม) auch: Wat Tha Soong – buddhistischer Tempel im Tambon Tha Sung mit einem mit Spiegelmosaik ausgekleideten Ubosot

## Verwaltung

### Provinzverwaltung
Amphoe Mueang Uthai Thani ist in 14 Gemeinden (Tambon) eingeteilt, welche weiterhin in 86 Dörfer (Muban) unterteilt sind.
| Nr. | Name        | Thai     | Muban | Einw.  |  | Nr. | Name           | Thai      | Muban | Einw. |
| --- | ----------- | -------- | ----- | ------ |  | --- | -------------- | --------- | ----- | ----- |
| 1.  | Uthai Mai   | อุทัยใหม่   | -     | 15.838 |  | 08. | Nong Kae       | หนองแก    | 6     | 2.072 |
| 2.  | Nam Suem    | น้ำซึม     | 7     | 06.640 |  | 09. | Non Lek        | โนนเหล็ก   | 6     | 1.395 |
| 3.  | Sakae Krang | สะแกกรัง  | 8     | 04.945 |  | 10. | Nong Tao       | หนองเต่า   | 6     | 1.716 |
| 4.  | Don Khwang  | ดอนขวาง  | 7     | 03.104 |  | 11. | Nong Phai Baen | หนองไผ่แบน | 6     | 2.333 |
| 5.  | Hat Thanong | หาดทนง   | 6     | 01.975 |  | 12. | Nong Phang Kha | หนองพังค่า  | 6     | 1.690 |
| 6.  | Ko Thepho   | เกาะเทโพ | 6     | 02.506 |  | 13. | Thung Yai      | ทุ่งใหญ่     | 5     | 0.908 |
| 7.  | Tha Sung    | ท่าซุง     | 8     | 03.874 |  | 14. | Noen Chaeng    | เนินแจง    | 9     | 2.334 |

### Lokalverwaltung
Es gibt zwei Kommunen mit „Kleinstadt“-Status (Thesaban Tambon) im Landkreis:
- Mueang Uthai Thani (เทศบาลเมืองอุทัยธานี) besteht aus dem ganzen Tambon Uthai Mai.
- Hat Thanong (เทศบาลตำบลหาดทนง) besteht aus dem ganzen Tambon Hat Thanong.

Außerdem gibt es zehn „Tambon-Verwaltungsorganisationen“ (องค์การบริหารส่วนตำบล – Tambon Administrative Organizations, TAO) für die Tambon im Landkreis, die zu keiner Stadt gehören.